# Англо-еврейская историческая выставка
Англо-еврейская историческая выставка 1887 года проводилась в Лондоне с апреля по июнь и включала экспонаты, касавшиеся преимущественно истории евреев в Англии. Идея устройства выставки принадлежала Исидору Шпильману. Председателем организации выставки был Фредерик Мокатта.
Были представлены документы — так называемые «шетарот» (ивр. שהדוה‎, юридические акты на еврейском языке) английских евреев за период, предшествовавший их изгнанию королём Эдуардом I (1290). Помимо шетарот, к ранней истории евреев в Англии относились и разные другие документы, число которых превышало тысячу; одно лишь Вестминстерское аббатство предоставило 466 документов.
В большом количестве были представлены еврейские монеты; в том числе крайне редкие, например сикл 5-го и полусикл 4-го годов правления Симона Маккавея: серебряные монеты «шекели» весом в 14 грамм и 7 грамм с изображениями чаши на лицевой стороне и лилии с тремя цветами — на оборотной, и древнееврейскими надписями самаритянским шрифтом. Также была экспонирована коллекция монет эпохи Бар-Кохбы и так называемое духовное искусство.
Во время выставки читались лекции по истории евреев в Англии, которые были впоследствии опубликованы. Выставку посетило много людей, в частности, историк Генрих Грец.